# Гонсалес, Ян
Ян Гонсалес (фр. Yann Gonzalez; род. 2 марта 1977, Ницца) — французский актёр, кинорежиссёр, сценарист, продюсер

## Биография
Родился 2 марта 1977 года в Ницце.
Два года изучал филологию в университете Ниццы, затем осваивал искусство кино в Париже. Начал свою карьеру как журналист.
С 2006 по 2012 год снял шесть короткометражных фильмов (первый из них, «By the Kiss», в 2006 году демонстрировался на Каннском кинофестивале в «Полумесячнике режиссёров»), его первая полнометражная лента Les Rencontres d’après minuit (Встречи после полуночи) была представлена на «Неделе критики» Каннского кинофестиваля 2013 года.
Музыку для фильма «Встречи после полуночи» записала группа M83, которую возглавляет родной брат Гонсалеса — Энтони.
В 2008—2009 годах написал сценарии нескольких эпизодов сериала Écrire pour un chanteur (Писать для одного певца).
Второй полнометражный фильм Гонсалеса «Нож в сердце» в 2018 году отобран в основной конкурс Каннского кинофестиваля.

## Фильмография
- 2006: / By the Kiss (короткометражный)
- 2007: Антракт / Entracte (короткометражный)
- 2008: Я вас ненавижу, внучки / Je vous hais petites filles (короткометражный)
- 2009: Чёрные звёзды (Три небесных тела) / Les Astres Noirs (Three Celestial Bodies) (короткометражный)
- 2012: Мы больше не будем одни / Nous ne serons plus jamais seuls (короткометражный)
- 2012: Страна моей мечты / Land of my dreams (короткометражный)
- 2013: Встречи после полуночи / Les Rencontres d'après minuit
- 2017: Острова / Les Îles (короткометражный)
- 2018: Нож в сердце / fr:Un couteau dans le cœur
- 2021: Безумный Басан[фр.] / Fou de Bassan (короткометражный)
- 2022: Отвратительный / Hideous (короткометражный)